# Транслит (альманах)
«Транслит» — российский литературно-критический журнал, издающийся с 2005 г. в Санкт-Петербурге. Бессменным редактором журнала является поэт и критик Павел Арсеньев, а в редакцию в настоящий момент входят Алексей Масалов, Михаил Куртов и Марина Симакова; в разное время в редакцию входили также Кирилл Корчагин, Александр Смулянский, Сергей Ермаков, Вадим Кейлин, Олеся Первушина, Сергей Китов. В консультационный совет издания входят известные литераторы Дмитрий Голынко-Вольфсон, Кирилл Медведев, Александр Скидан, Кети Чухров. Тираж издания — 1000 экз. К 2022 году вышло 25 выпусков.

## Содержание выпусков
Редакция журнала стремится тематизировать различные поля противостояния в современной теории литературы и литературном процессе. Первый номер был посвящён гендерным рамкам поэзии, второй — «роли личности» в поэтике, третий — формам и особенностям взаимопричинения текста и действительности, четвёртый ставил задачу исследования форм социального бытования современной поэзии в русле такого концепта, как секуляризация поэзии. Пятым выпуском был задан вопрос «Кто говорит?», подразумевающим сегодня как картографирование внутрипоэтических (нарратологических) регистров производства речи, так и непременно затем возникающую необходимость исследования взаимоотношений субъекта речевого акта с инстанциями языка и идеологии. Сдвоенный — 6/7 — выпуск  журнала посвящён исследованию условий возможности и препятствий на пути перехода от отторжения внеэстетического («быта») к активному освоению этого неклассического материала, подразумевающего пересмотр эстетических методов, а в пределе способный привести и к трансформации социальных функций искусства. Затем 8 выпуск  представляет собой попытку взглянуть на литературу как на определённый антропологический опыт, культурный институт и социальную практику. В первую очередь, подчёркивают авторы, их интересовал «переход от исследования литературных фактов, принадлежащих эстетическому ряду, к анализу взаимодействия между рядами и, прежде всего, между искусством и социально политическим контекстом». 9 выпуск  посвящён пересечению понятий языка (литературы) и техники, которое происходит сразу в нескольких плоскостях (подробное содержание см. по ссылке). Сдвоенный, 10/11 выпуск озаглавлен «Литература-советская» (подробное содержание см. по ссылке). 12 выпуск был посвящён теме речевых, литературных и идеологических клише, а также вопросу «пользы и вреда» от них (подробное содержание см. по ссылке).
Стихи, публикуемые в журнале, «эстетически выдержаны в диапазоне от постцелановского ревизованного Катастрофой модернизма до постмодернистских практик преображения чужого и отчуждённого слова в содержательное», а по замечанию другого критика, представляют собой «опыты постпоэзии, причём в своём роде замечательные, [которые] нельзя мерить старой, классической меркой».

## Авторы

### Поэзия
- Александр Скидан
- Кирилл Медведев
- Антон Очиров
- Роман Осминкин
- Павел Арсеньев
- Никита Сафонов
- Кирилл Корчагин
- Александр Горнон
- Сергей Завьялов
- Дмитрий Голынко-Вольфсон
- Валерий Нугатов
- Андрей Родионов
- Евгения Суслова
- Сергей Огурцов
- Сергей Жадан
- Эдуардд Лукоянов
- Вадим Банников
- Евгений Осташевский
- Дмитрий Герчиков

### Философия
- Джорджо Агамбен
- Жак Рансьер
- Жильбер Симондон
- Дж. Хиллис Миллер
- Кети Чухров
- Александр Смулянский
- Михаил Куртов
- Йоэль Регев
- Александр Монтлевич

### Гуманитарные исследования
- Пьер Бурдье
- Антуан Компаньон
- Джин Рэй
- Татьяна Венедиктова
- Игорь Чубаров
- Илья Калинин
- Сергей Бирюков
- Александр Житенёв
- Анна Голубкова
- Андрей Горных
- Михаил Гронас
- Олег Журавлёв
- Олег Киреев
- Андрей Фоменко
- Ричард Стайтс
- Сергей Фокин
- Алексей Юрчак
- Мэрджори Перлофф
- Мишель де Серто
- Татьяна Никишина
- Патрик Серио
- Пьер Машре
- Александра Новоженова
- Алексей Конаков
- Алексей Гринбаум
- Тьерри де Дюв
- Олег Горяинов
- Джонатан Брукс Платт
- Ирина Сандомирская
- Владимир Фещенко
- Георг Витте
- Филипп Кондратенко
- Вера Котелевская

### Проза
- Дмитрий Глебов
- Алексей Шепелёв
- Эдуард Лукоянов
- Игорь Гулин
- Глеб Напреенко

### Графика
- Дина Гатина
- Николай Олейников
- Никита Кадан
- Арсений Жиляев
- Ольга Житлина
- Иварс Грейвлс
- Сергей Огурцов
- Баби Бадалов

## Книжные серии
С 2010 года совместно со Свободным Марксистским Издательством журнал издаёт книжную серию «Крафт», в которой публикуется современная поэзия.
Выходившие книги:
- Кети Чухров. Просто люди. Драматические поэмы. Видео-отчёт презентации в Европейском Университете / Рецензия Данилы Давыдова
- Роман Осминкин. Товарищ-вещь. Видео-отчёт презентации в Европейском Университете
- Антон Очиров. Палестина. Фотоотчёт презентации в Европейском Университете / Рецензия Виктора Iваніва // Новое Литературное Обозрение
- Вадим Лунгул. Наёмным работникам
- Кирилл Медведев. Жить долго, умереть молодым Видео-отчёт презентации в книжном магазине «Циолковский» / Рецензии газеты «КомменрсантЪ», журнала «Воздух»
- Павел Арсеньев. Бесцветные зелёные идеи яростно спят Видео-отчёт презентации в книжном магазине «Порядок слов» / Рецензии журнала «Воздух», OpenSpace.ru
- Валерий Нугатов. Мейнстрим Видео-отчёт презентации в книжном магазине «Проект О. Г. И.» / Рецензии журнала «Воздух», OpenSpace.ru
- Никита Сафонов. Узлы Видео-отчёт презентации в книжном магазине «Порядок слов» / Рецензии журналов «Воздух», «Новый мир», «НЛО»
- Эдуард Лукоянов. Хочется какого-то культурного терроризма и желательно прямо сейчас Видео-отчёт о презентации в пространстве «Четверть» / Рецензии
- Евгения Суслова. Свод Масштаба Рецензии
- Никита Сунгатов. Дебютная книга молодого поэта Видео-отчёт о презентации в рамках открытия цикла «Сопротивление поэзии» / Рецензии
- Сергей Завьялов. Советские кантаты Презентация / Рецензии
- Сергей Жадан. Огнестрельные и ножевые Рецензии
- Игорь Бобырев. Все знают, что во время войны в мою квартиру попал снаряд Рецензии
- Егана Джаббарова. Поза Ромберга Презентации
- Лактат Гагарина. Избранное собрание поискового спама Предисловие, презентации
- Дмитрий Герчиков. Make poetry great again Презентации

В 2014 была запущена ещё одна книжная серия *démarche, предназначенная для публикации теоретических работ. В ней вышли книги:
- Александр Скидан. Тезисы к политизации искусства и другие тексты. Рецензии
- Михаил Куртов. К генезису пользовательского графического интерфейса. К теологии кода. Предисловие / Рецензии
- Александр Смулянский. К понятию акта высказывания (3 лекции семинара «Лакан-ликбез») Предисловие
- Йоэль Регев. Коинсидентология. Краткий трактат о методе Предисловие, презентация, связанные мероприятия
- Алексей Конаков. Вторая вненаходимая. Очерки о неофициальной литературе СССР Презентации / Рецензии (КоммерсантЪ, Gefter)
- Алексей Гринбаум. Машина-доносчица. Как избавить искусственный интеллект от зла Презентации, связанные материалы / Рецензии (Le Monde)
- Олег Горяинов. Право имеющий. К критике политической теологии Презентации / Рецензии (Топос, Cineticle)
- Павел Арсеньев. Литература факта высказывания. Очерки по прагматике и материальной истории литературы Предисловие, презентации
- Александр Монтлевич. Сумасбродства бодрствования. Спекулятивный реализм и осознанные сновидения Связанные мероприятия и материалы

## Отзывы
В первых выпусках журнала особое внимание уделялось критическим высказываниям о поэзии, принадлежащим самим поэтам; уровень этих материалов высоко оценил, в частности, Андрей Сен-Сеньков.
В настоящее время в самоопределении издания значительную роль играет социально-политическая компонента: как отмечает Алексей Цветков-младший, «Транслит» «заяви[л] себя как сугубо левый», но, уже по замечанию Ильи Кукулина, «собирает на своих мероприятиях более широкий круг инновативных авторов, чем полагается по его „идеологическим рамкам“». По мнению Дмитрия Кузьмина, на момент начала десятых годов «Транслит» — «наиболее значимая молодёжная литературная инициатива, возникшая по итогам пережитого Россией десятилетия государственнической стабильности», при том, что «идеологическая заострённость поэзии […] в равной мере захватывает план содержания и план выражения, резко отличая её от, к примеру говоря, Захара Прилепина, чья идейная радикальность отливается в совершенно рутинные модели письма».
Также Алексей Цветков-младший отмечает, что «при всём интересе к языку эксплуатируемых, разнообразным формам отчуждения и перспективам социального освобождения подавленных классов, для новых левых поэтов [формирующих круг журнала и одноимённого издательства „Транслит“] характерна сложность формы, расчёт на подготовленную, „свою“ аудиторию, равно знакомую и с критической теорией, и с концептуализмом, и с верлибром, то есть на данный момент им удалось создать высокоинтеллектуальную литературную субкультуру неомарксистского типа».
По мнению критика «Нового Литературного Обозрения» Андрея Ранчина, «„Транслит“ интересен как успешный опыт синтеза под одной обложкой поэтического и метапоэтического, философского и проч. дискурсов — обычно в отечественной практике постсоветского времени подобные попытки не удавались», так как «при рецепции идей левого западного постструктурализма последовательно происходило их поправение», тогда как позиция авторов «Транслит» — «последовательная и неуклонная ориентация авторов на постструктуралистскую гуманитарную традицию».

## Мероприятия, проводимые редсоветом
- Серия вечеров «Творческого бюро Транслит» 2007 года на Пушкинской, 10
- Экспериментальные чтения «Новый код в мешке» (при участии Тимофея Дунченко) Список участников
- Серия вечеров «Поэзия длинной дистанции: понимание и объяснение» (при участии Николая Никифорова) Аудио-архив первой встречи
- Серия теоретико-поэтических семинаров REDSOVET в Центре Андрея Белого Видео-архив на сайте АБЦентра
- Лекторий «Поэзия другими средствами» на Новой Голландии (2013) Видео-отчёты
- Партизанско-поэтический квест «Карта поэтических действий» (в рамках Manifest10, 2014) Видео-отчёт
- Самообращенность высказывания в актуальной поэзии и современном искусстве (теоретический блок в рамках премии Аркадия Драгомощенко, 2014)
- Серия поэтическо-дискуссионных вечеров [Сопротивление поэзии] (Куратор петербургской версии: П. Арсеньев, 2015, московской версии цикла - Н. Сунгатов, 2016-2017)
- Теоретическая программа [Тексты в действии] (Кураторы: П. Арсеньев, Д. Бреслер, 2016)
- Сектор внешнего обслуживания: программа [Транслит] в Новосибирске (2017)
- Коллоквиум «Объектно-ориентированная поэзия» в галерее AnnaNova (2017)
- Семинар по прагматической поэтике в "Порядке слов" (2017) Описания семинаров и видео-отчёты
- Техника и поэтика: опосредованное производство прекрасного. Секция [Транслит] на «Ревизии» (Новая Голландия, 2018)
- «Литературный андеграунд в эпоху позднего социализма» Курс лекций А. Конакова в Библиотеке московского района (2018)
- Redsovet: серия дискуссий редсовета [Транслит] (2019) Описания дискуссий и видео-отчёты
- В 2020 было объявлено об открытии Лаборатории [Транслит] при Московской Школе Новой Литературы и прошли первые презентации мастерских.
- Архив циклов и отдельных мероприятий, проведённых редсоветом в 2007-2014, а начиная с 2015 года здесь (недоступная ссылка)

## Фестиваль поэзии на острове
- Эпизод первый | цистерны Описание / Фото и видеоотчёт / Отчёт Д. Суховей
- Эпизод второй | отмель Описание / Фото и видеоотчёт
- Эпизод третий | канал Описание / Фото и видеоотчёт
- Эпизод | Новая Голландия Описание / Фото и видеоотчёт

## Критика
- Андрей Ранчин. Новая периодика (ТРАНСЛИТ: Альманах. Вып. 1—6/7. — СПб., 2005—2010) / НЛО, номер 1, 2011
- Дмитрий Кузьмин. Поколение «Дебюта» или поколение «Транслита»? / Новый Мир, номер 3, 2012
- Александр Уланов. Транслит (Санкт-Петербург) / Знамя, номер 7, 2013
- «Сообщество заведомо несогласных друг с другом людей». Коллективное интервью с редакцией [Транслит] / Colta, 13.11.14
- Jason Cieply. Non-Identitarian Revolution: ‘Object-Oriented’ Protest Art in Russia since 2011–2012
- Теория литературы Два как гуманитарная угроза (рец. на #21 [Транслит]: К новой поэтике) / Вопросы литературы, № 1 (2019)